# خوسيه مانويل سوريا
خوسيه مانويل سوريا هو اقتصادي وسياسي إسباني، ولد في 5 يناير 1958 في لاس بالماس دي غران كناريا في إسبانيا. نشط حزبياً في People's Party of the Canary Islands ‏ والحزب الشعبي.

## مناصب
- انتخب Member of the Parliament of the Canary Islands  [لغات أخرى]‏.
- انتخب .
- في الانتخابات العامة الإسبانية 2015 [الإنجليزية]‏، انتخب عضو مجلس النواب الإسباني  [لغات أخرى]‏ عن دائرة Las Palmas (Congress of Deputies constituency) [الإنجليزية]‏ خلال فترته النيابية  [لغات أخرى]‏ (7 يناير 2016 – 15 أبريل 2016).
- في الانتخابات العمومية الإسبانية 2011 [الإنجليزية]‏، انتخب عضو مجلس النواب الإسباني  [لغات أخرى]‏ عن دائرة Las Palmas (Congress of Deputies constituency) [الإنجليزية]‏ خلال فترته النيابية  [لغات أخرى]‏ (1 ديسمبر 2011 – 13 يناير 2016).

## وصلات خارجية
- الموقع الرسمي
- خوسيه مانويل سوريا على موقع IMDb (الإنجليزية)